# 愛知県道・静岡県道4号豊橋大知波線
愛知県道・静岡県道4号豊橋大知波線（あいちけんどう・しずおかけんどう4ごう とよはしおおちばせん）は、愛知県豊橋市から静岡県湖西市に至る主要地方道（愛知県道・静岡県道）である。

## 概要
起点より赤岩口駅まで路面電車（豊橋鉄道東田本線）が路上を走る。多米峠を越える際は比較的急なカーブも多い。また、豊橋市西部から東名高速道路 三ヶ日ICや静岡県への移動によく使われている。多米トンネルの静岡県側の入り口付近に富士山をあしらった歓迎板が置かれている。

### 路線データ
- 本線： （Google マップ）
- 起点：愛知県豊橋市八町通5丁目（東八町交差点、国道1号交点）
- 終点：静岡県湖西市大知波（多米峠入口交差点、国道301号交点）
- 総延長：11.7 km（愛知県内7.8 km、静岡県内3.9 km）

## 沿革
- 1964年（昭和39年）11月28日 - 建設省（現・国土交通省）が一級国道1号[注釈 1]と主要地方道新城新居線[注釈 2]を結ぶ路線として主要地方道に指定。
- 1965年（昭和40年）11月29日：認定。
- 1976年（昭和51年）7月13日：路線名が豊橋知波田線から豊橋大知波線へ変更される[1]。
- 1987年（昭和62年）7月1日：多米峠道路無料化。
- 1993年（平成5年）5月11日：建設省から、主要県道豊橋大知波線が豊橋大知波線として主要地方道に再指定される[2]。

## 路線状況

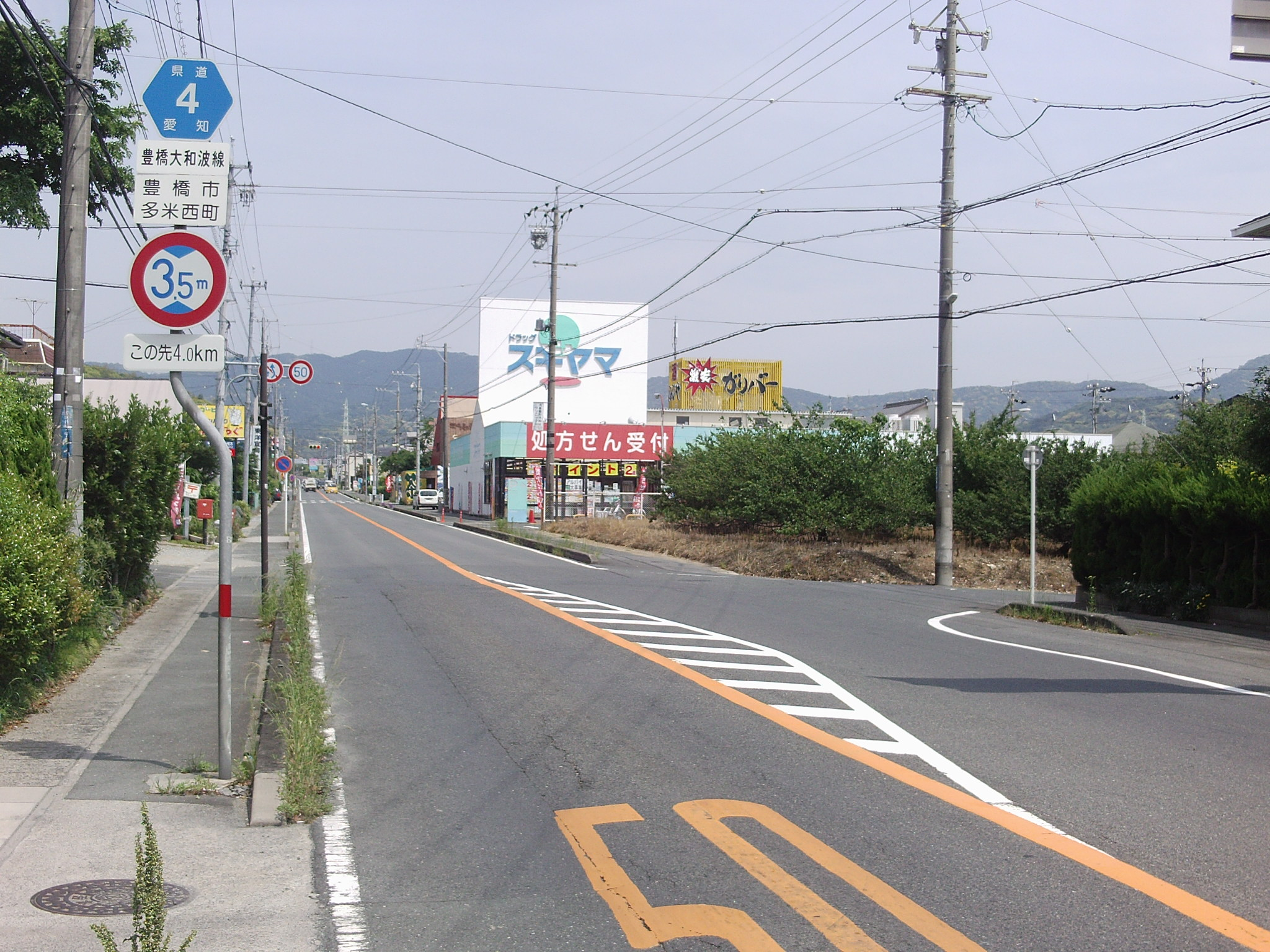
多米トンネルの豊橋市側4kmの地点。（豊橋市多米西町）

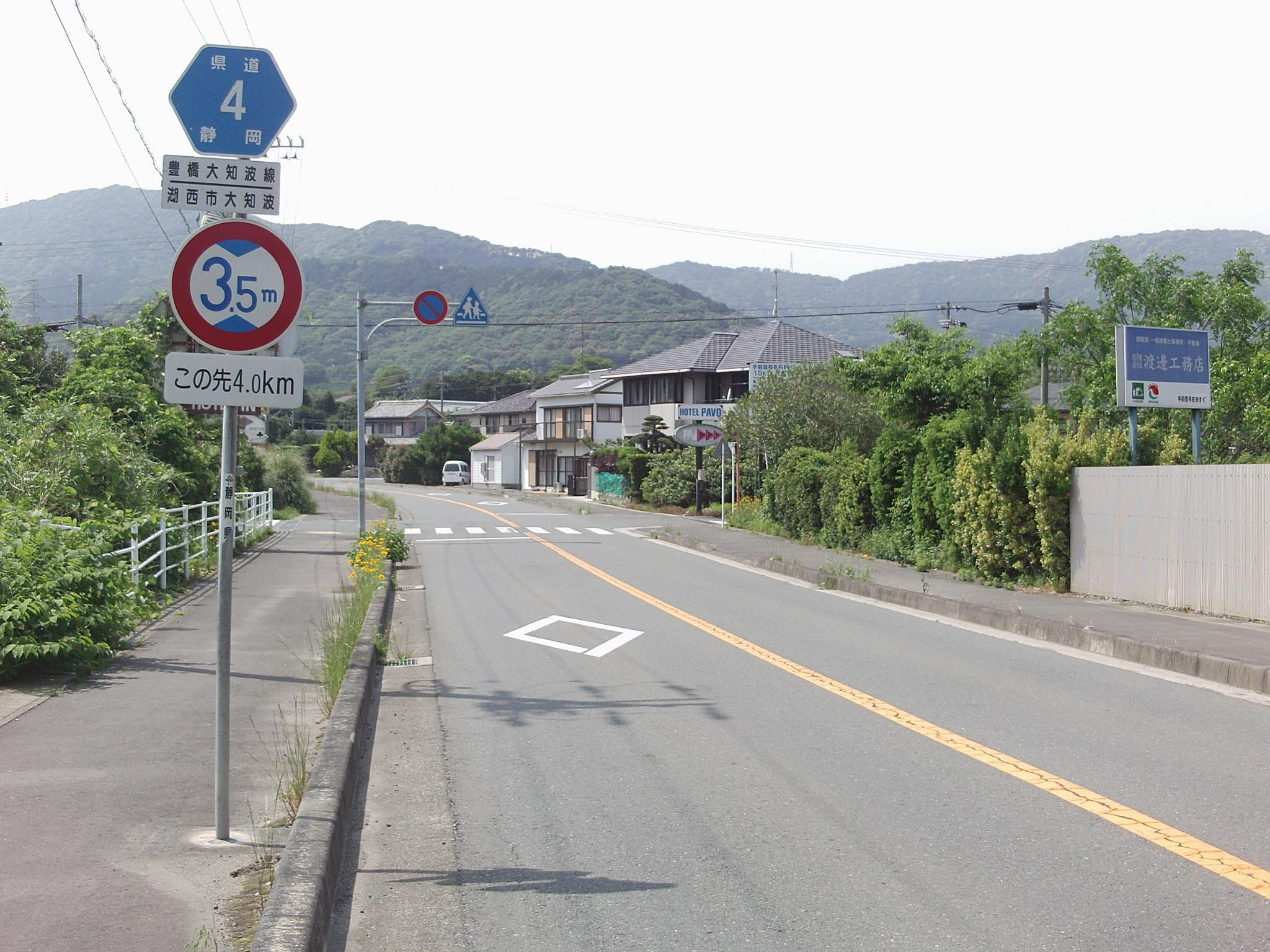
多米トンネルの湖西市側4kmの地点。（湖西市大知波）

### 別名
- 多米街道（豊橋市）
- 市電通り（豊橋市）

## 地理

### 通過する自治体
- 愛知県
  - 豊橋市
- 静岡県
  - 湖西市

### 交差する道路
- 国道1号（豊橋市八町通5丁目・東八町交差点、起点）
- 愛知県道69号豊橋乗本線（下条街道）（豊橋市旭本町・旭橋交差点）
- 愛知県道31号東三河環状線（柿の木街道）（愛知県道81号豊橋下吉田線 重複）・愛知県道502号豊橋環状線（豊橋市東田町・東田交差点）
- 愛知県道31号東三河環状線（豊橋市多米西町・野添橋北交差点）
- 三ヶ日広域農道（湖西市大知波）
- 国道301号（湖西市大知波・多米峠入口交差点）

### 沿線にある施設など
- 豊橋鉄道東田本線（路面電車）
- 愛知県東三河事務所
- 豊橋市立旭小学校
- 豊橋市立豊橋高等学校
- 岩田運動公園（豊橋市民球場）
- ヤマナカ赤岩フランテ館
- 朝倉川（多米橋、豊橋市内全域に亘って並行）
- 赤岩山赤岩寺
- 多米団地
- 豊橋市民俗資料収蔵室
- 弓張山地
- 多米トンネル：1966年6月竣工、延長526m、標高155m
- 天竜浜名湖鉄道・天竜浜名湖線 知波田駅
- ヤマハ浜名湖マリーナ

### 路面電車の停車駅
東田駅以外は安全地帯がある。東田坂上 - 競輪場前間は路面電車が複線なのでその分道路の車線幅が狭くなっている。
- 東八町停留場
- 前畑停留場
- 東田坂上停留場
- 東田停留場
- 競輪場前停留場
- 井原停留場
- 赤岩口停留場